# Ljus träsklöpare
Ljus träsklöpare (Badister collaris) är en skalbaggsart som beskrevs av Victor Ivanovitsch Motschulsky 1844. Ljus träsklöpare ingår i släktet Badister, och familjen jordlöpare. Arten är reproducerande i Sverige.

## Bildgalleri

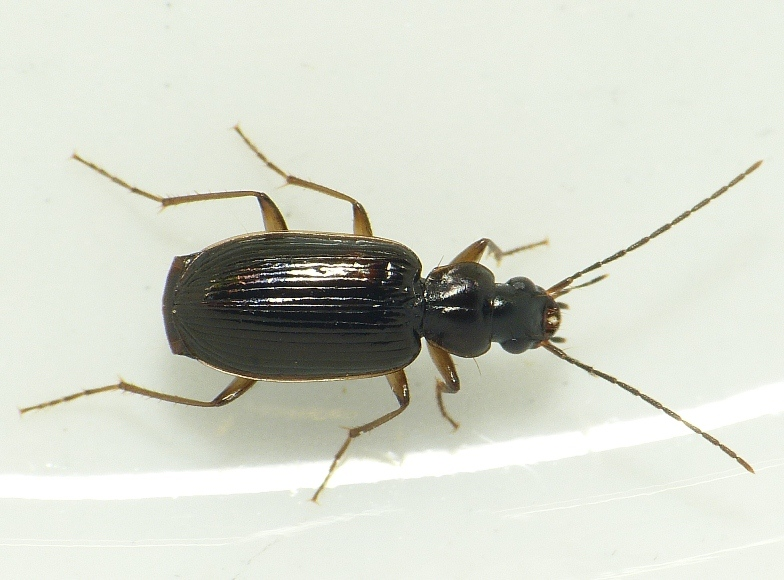